# Viktimisierung
Viktimisierung ist ein Fachbegriff vor allem in der Kriminologie. Das Verb viktimisieren bedeutet „zum Opfer machen“ (lateinisch victima ‚Opfer‘), indem jemand durch kriminelles Handeln geschädigt wird. Insbesondere in der Sozialwissenschaft beschreibt der Begriff auch den Vorgang, jemandem oder einer Personengruppe einen Opferstatus oder die Opferrolle zuzuschreiben, sowie entsprechende Selbstzuschreibungen.
Seit den 1990er Jahren wird eine Debatte in den Medien über die politischen und sozialen Implikationen der Schädigung und der Benutzung des Begriffs Opfer geführt.

## In verschiedenen Bereichen

### Kriminologie
In der Kriminologie beschäftigt sich die Viktimologie wissenschaftlich mit Menschen, die zweifelsfrei als Opfer von Straftaten geschädigt wurden. Der Begriff Viktimisierung bezieht sich hier auf den Prozess der Schädigung durch Straftäter und beschreibt die Beziehung zwischen Opfer und Straftäter.

### Rechtswissenschaft
Voraussetzung für Leistungen nach dem bundesdeutschen Opferentschädigungsgesetz ist eine „Viktimisierung“, nämlich die Feststellung, dass ein Antragsteller „Opfer“ im Sinne des Gesetzes ist.
Als Viktimisierung wird von Juristen auch die ungerechtfertigte Benachteiligung von Menschen, die Klage gegen ihre Ungleichbehandlung eingereicht haben, bezeichnet, sofern die geltend gemachte Schädigung als „Diskriminierung“ anerkannt wird. Die vier Anti-Diskriminierungs-Richtlinien der EU verbieten diese Form der Viktimisierung (Antirassismusrichtlinie Richtlinie 2000/43/EG, Rahmenrichtlinie Richtlinie 2000/78/EG, Genderrichtlinie (2002) Richtlinie 2002/73/EG, Genderrichtlinie (2004) Richtlinie 2004/113/EG). So heißt es in der Einleitung der Gleichbehandlungsrahmenrichtlinie:

„(30) Die effektive Anwendung des Gleichheitsgrundsatzes erfordert einen angemessenen Schutz vor Viktimisierung.“

In § 16 des deutschen Allgemeinen Gleichbehandlungsgesetzes (AGG, auch „Antidiskriminierungsgesetz“) wird das Viktimisierungsverbot weniger missverständlich als „Maßregelungsverbot“ bezeichnet.
Um den Risiken einer sekundären Viktimisierung bei der Vernehmung als Zeuge in einem Strafverfahren zu begegnen, gibt es in der Schweiz seit 1993 das Opferhilfegesetz, in Deutschland seit 1998 das Zeugenschutzgesetz.

### Sozialwissenschaften

#### Erweiterter Viktimisierungsbegriff
Der Begriff Viktimisierung wird in den Sozialwissenschaften unterschiedlich verwendet, sowohl transitiv (jemand macht jemand anderen zum Opfer oder bezeichnet jemand anderen als Opfer) als auch reflexiv (jemand hält sich für ein Opfer bzw. bekennt sich dazu, ein Opfer zu sein). Stigmatisierung kann eine Opferrolle, einen Opferstatus oder ein Opfermythos auslösen.
Auch können Menschen durch schicksalhaft-unabwendbare Vorgänge (z. B. eine Naturkatastrophe) geschädigt werden. Johan Galtung und seine Anhänger fassen des Weiteren Menschen, die durch Altersdiskriminierung, Klassismus, Elitarismus, Ethnozentrismus, Nationalismus, Speziesismus, Rassismus, Sexismus, Kriegsfolgen usw., also durch „strukturelle Gewalt“ geschädigt wurden, unter den Opferbegriff.

##### Zuschreibungen
Die Zuschreibung einer Opferrolle an einzelne Mitglieder oder Gruppen der Gesellschaft erfolgt unter Umständen durch Mitglieder dominanter gesellschaftlicher Gruppen, Institutionen oder Ideologien.
Bei der Verstetigung der Rolle von Opfern spielt der Effekt der erlernten Hilflosigkeit eine Rolle. Durch Attribuierung von außen oder durch die Übernahme entsprechender Etikettierungen ins Selbstbild können leicht aus Menschen, die einmal oder mehrmals geschädigt wurden (Vorgangspassiv), Menschen werden, die dauerhaft geschädigt sind (Zustandspassiv), die also dauerhaft in eine Opferrolle geraten sind, einen dauerhaften Opferstatus erworben haben oder einen Opfermythos pflegen.

### Philosophie
In Liebe Dein Symptom wie Dich selbst! beschreibt Slavoj Žižek den Prozess der Viktimisierung als ein gesellschaftliches Identitätsbildungsmerkmal der Postmoderne. Das postmoderne Subjekt neigt zu einem narzisstischen Selbstverhältnis, bei dem es seine Beschädigtheit betont und sich gern in einer selbstgewählten Opferrolle darstellt.

### Psychologie
In der Psychologie wird als sekundäre Viktimisierung das Phänomen bezeichnet, dass z. B. durch Naturkatastrophen Geschädigte, Verbrechensopfer (siehe Täter-Opfer-Umkehr) oder von illegalen Drogen Abhängige ungerechtfertigt für ihre Lage selbst verantwortlich gemacht werden.

## Ideologie- und Sprachkritik
Gegen die Bezeichnung geschädigter Menschen als „Opfer“ (verwerflichen Verhaltens von Personen) werden ebenso Einwände erhoben wie gegen die Einordnung von Menschen als Geschädigte, ohne dass sie durch einen benennbaren „Täter“ ein konkret benennbares bzw. allgemein als solches bewertetes Unrecht erlitten hätten. Dabei wird der Begriffskern „Opfer einer Straftat“ so ausgedehnt, dass zu „Opfern einer Naturkatastrophe“ oder „Opfern der Gesellschaft“ kein Unterschied mehr zu erkennen ist.
Erstens wird eine inflationäre Benutzung des Begriffs „Opfer“ kritisiert. Dies könne den Verdacht erwecken, es gehe eher darum, durch Benutzung eines emotional stark aufgeladenen Begriffs in der Öffentlichkeit Aufmerksamkeit (auch in Konkurrenz oder gar Gegnerschaft zu anderen Opfergruppen) für das Leiden bestimmter Geschädigter zu wecken und einen Anspruch auf Entschädigungszahlungen für sie zu begründen, als den Geschädigten angemessen zu helfen.
Zweitens wird kritisiert, dass vielen Geschädigten der ihnen zustehende Opferstatus vorenthalten werde. Denn bei der Benutzung des Begriffs „Opfer“ schwinge oft die Erwartung mit, Menschen müssten „rein“ und „vollkommen unschuldig“ sein, um das Mitgefühl der Gesellschaft zu verdienen.
Drittens wird die zunehmende Mode kritisiert, Opfer-Kollektive zu konstruieren und sich selbst einem dieser Kollektive zuzuordnen, ohne dass der Sprecher überzeugend darlegen könnte, welche verwerfliche oder gar strafbare Tat gegen ihn begangen worden sein soll. Insbesondere gelten zulässige Meinungsäußerungen verfassungsrechtlich als Ausübung des Menschenrechts auf Meinungsfreiheit und dürften daher eigentlich nicht als (Straf-)Taten bewertet werden, auch wenn Menschen anderer Meinung sich durch sie angegriffen („viktimisiert“) fühlen. Niemand hat ein Recht darauf, dass ihm nicht widersprochen wird, und zwar auch mit Argumenten, die ihm nicht gefallen, die ihn womöglich sogar kränken.
Pejorativ, also in kritischer Absicht wird der Terminus verwendet, indem z. B. Forschern wie Pierre Bourdieu unterstellt wird, sie würden jedes soziale Phänomen in das Raster Opfer-Täter einordnen und einseitig Stellung zugunsten der Geschädigten beziehen.

### Instrumentalisierung des „Opfer“-Begriffs durch Täter und Politiker
Slavoj Žižek warnt davor, dort einen ethnischen Konflikt zu sehen. Stattdessen sollten seiner Ansicht nach die tatsächlichen machtpolitischen Zusammenhänge wahrgenommen werden. Erst die von außen hineingelegte Interpretation, es gehe um einen rassistischen Zusammenhang, trage dazu bei, den Konflikt zu einem „ethnischen Ding“ zu machen. Grund für diese Wahrnehmung sei eben auch die Viktimisierung, die hier als eine Art der Hilfe sich nur dann der Opfer annehme, wenn die Helfer sie für Opfer hielten. Sobald der Opferstatus nicht mehr hergestellt werden könne, bleibe die Unterstützung aus. Eine Unterstützung der Betroffenen finde nur deshalb statt, weil die Unterstützenden die Betroffenen in ihrer Opferrolle benötigten. Die Wahrnehmung des Konflikts auf einer rassistischen Folie sei dem Prozess der Viktimisierung also zuträglich.
Ähnlich beschreibt der Kultursoziologe Jonas Pfau den Umgang vieler Deutscher mit der Vergangenheit: „Die Täter machten sich zu Opfern. Teil dieser Viktimisierung war die gemeinsam entwickelte und individuell realisierte Schuldabwehr bezüglich der nationalsozialistischen Vernichtungsrealität. Die Strategien dafür reichten von Ignorieren über Verleugnen zur Universalisierung der Shoah.“
Das Buch „Die Holocaust-Industrie. Wie das Leiden der Juden ausgebeutet wird.“ des Autors Norman G. Finkelstein führte in den deutschen Medien zu Reaktionen, die mit der Walser-Debatte von 1998 vergleichbar waren. Die Debatte zeigte, dass die Viktimisierung von Juden wie auch die Kritik an der Viktimisierung jeweils mit Erinnerungsabwehr und antisemitischen Vorstellungen verbunden werden können:

„Er verleiht der bei Antisemiten beliebten These akademische Weihen, nach der jüdische Eliten verdächtigt werden, mit der Erinnerung an die Vernichtung der europäischen Juden ein Geschäft und pro-israelische Politik zu machen.“

### Problematische Kategorisierung von Menschen

#### Widerstand gegen die Fremdzuschreibung eines Opferstatus
Viele rassifizierte Menschen erfahren durch die Zuschreibung einer Opferrolle eine zusätzliche Form der Unterdrückung. Dagegen wehren sich z. B. Organisationen, wie die Theorie und Praxis einer Migrantinnenselbstorganisation in ihrem anti-eurozentristischen Manifest Anthropophagie als Antwort auf die eurozentrische Kulturhegemonie: „Wir widersetzen uns jeglicher Zuschreibungspraxis, sei es in Form von Viktimisierung oder Exotisierung“.
Mit der Beschimpfung: „Du Opfer!“ beginnen viele Aggressionen, durch die die Beschimpften erst zu Opfern im Sinne der Kriminologie gemacht werden, sofern sie tatsächlich so schwach sind, wie es der Aggressor annimmt. Wer stark genug ist, hat die Chance zu beweisen, dass er kein „Opfer“ (d. h. Verlierer der provozierten Auseinandersetzung) ist.

#### „Selbstviktimisierung“
Anselm Neft behauptet, dass es in Deutschland viele Menschen genössen, in sich selbst „Opfer“ zu sehen. „Männer begreifen sich als Opfer von Antisexismus, Ostdeutsche als Leidtragende der Wiedervereinigung, der Vorsitzende einer Partei betrachtet das gesamte Land als Opfer seiner eigenen Vergangenheit.“ „Postmoderne Linke“ hätten mit der Methode begonnen, „[i]m Namen einer immer stärker moralisch aufgeladenen Identitätspolitik […] verschiedene Opfergruppen [zu konstruieren], mit denen sie sich im Tonfall persönlicher Betroffenheit identifizieren.“ Menschen aus dem eher rechten Spektrum hingegen inszenierten sich gerne als Opfer ebendieser Minderheiten oder als Opfer jener „Linken“, die diese Minderheiten verteidigen.
Der Forscher in politischer Psychologie Daniel Bar-Tal behauptet, dass Volksgruppen als Folge von Ereignissen in ihrer Vergangenheit eine sog. kollektive Opfermentalität entwickeln können.
Neft hält die Methode für fragwürdig, die Welt in „Wir-Gruppen“ einzuteilen, die aus lauter „Opfern“ bestünden, und „Ihr-Gruppen“, deren Angehörige „Täter“ seien.